# Gargara apicata
Gargara apicata är en insektsart som beskrevs av Melichar. Gargara apicata ingår i släktet Gargara och familjen hornstritar. Inga underarter finns listade i Catalogue of Life.